# Atemptat d'Hostafrancs
L'atemptat contra els dirigents de Solidaritat Catalana va tenir lloc el 17 d'abril del 1907 a la cantonada del carrer Béjar amb Creu Coberta, a Barcelona.

## Antecedents
La Solidaritat Catalana va ser el primer gran moviment unitari català que va sorgir l'any 1906, que va unir als diversos grups polítics nacionalistes catalans, carlins i republicans com a resposta als fets del Cu-Cut i a la Llei de jurisdiccions i havia de servir per negociar amb força la transformació de l'estat centralista i aconseguir l'hegemonia política de la burgesia catalana. Pel desembre del 1906 s'aprofundeix la separació entre unionistes i lerrouxistes, quan les assemblees provincials d'Unió Republicana de les quatre províncies catalanes aproven les tesis de Solidaritat. El programa polític comú que van elaborar es coneix com a Programa del Tívoli, ja que va ser llegit al teatre del Tívoli el 14 d'abril de 1907.
Barcelona vivia en un permanent estat de violència política des d'octubre de 1906, elements lerrouxistes comencen a interrompre els mítings solidaris amb visques a Espanya i es constitueixen grups d'acció. El gener del 1907, els lerrouxistes, en sortir d'una reunió al Teatre Onofri del Paral·lel s'havien acostat a la plaça de braus de Les Arenes, on es feia un acte d'entitats carlines. Els enfrontaments van començar a cops de puny i van acabar a trets, degenerant en una batalla campal per la Gran Via, amb una vintena de ferits. En 7 d'abril, durant la campanya de les eleccions legislatives de 21 d'abril, en un tiroteoig al Poblenou va morir el lerrouxista Fulgencio Clavería, cap d'un grup revolucionari.

## L'atemptat

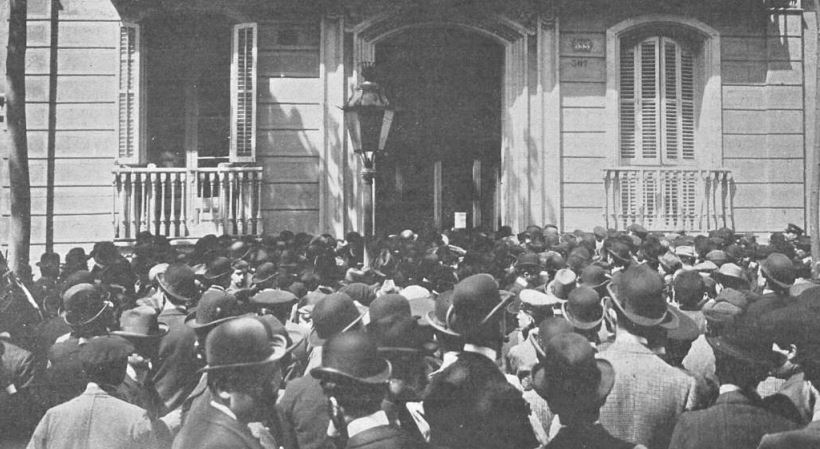
Persones esperant notícies davant la clínica del doctor Fargas

El 1907 un faetó de dos cavalls llogat per Francesc Batsums va sortir de l'Hotel Colón de la plaça Catalunya de Barcelona a les nou de la nit amb Nicolás Salmerón i el seu fill, Francesc Cambó, Eusebi Corominas, Odón de Buen, i Emili Junoy cap a un míting de Solidaritat Catalana al Casino de Sants en el que feien d'oradors per les eleccions generals espanyoles de 1907, i va ser atacat amb armes de foc a la cantonada del carrer Béjar amb la Creu Coberta i els cavalls van sortir desbocats i van treure ràpidament el faetó del lloc.
El cotxe va acabar amb una trentena d'impactes de bala, una de les quals va travessar el lateral i es va allotjar al ventre de Cambó però ningú més va resultar ferit. El van intentar curar en una farmàcia propera i posteriorment fou traslladat a la clínica del doctor Fargas en una llitera amb rodes.

## Conseqüències
En les eleccions del dia 21 es produí, amb una participació del 65%, una gran victòria de Solidaritat Catalana, que va obtenir 211.791 i 41 dels 44 diputats, i a Barcelona rebé 53.313 vots, enfront dels 21.939 vots lerrouxistes. Pocs dies després, Cambó va resultar elegit diputat per Barcelona, però va tardar sis mesos en poder seure al seu escó, a causa del procés de recuperació.
El procés de ruptura entre la Unió Republicana i els lerrouxistes acaba el juny del 1907 amb l'expulsió d'aquests, que el 8 de gener del 1908 creen a Santander el Partido Republicano Radical, dirigit Alejandro Lerroux.